# 黃飛鴻之三：獅王爭霸
《黃飛鴻之三：獅王爭霸》是1992年上映的一部香港动作電影，由徐克執導，李連杰、關之琳及莫少聰主演，為「黃飛鴻系列」電影的第三部作品。本片獲提名第13屆香港電影金像獎最佳動作指導及最佳剪接，榮獲第17届百花獎最佳合拍片。

## 劇情大要
黃飛鴻到京師探望父親黃麒英，卻得知俄國人要在舞獅獅王大賽時刺殺宰相李鴻章，黃飛鴻雖不喜歡李鴻章，卻為了民族大義，還是決定出手相救。最後，黃飛鴻在舞獅獅王大賽中，打败了惡棍赵天霸，也乘機拯救了李鴻章。

## 台灣上映版本的差異
當時上映，最大的差別是首版剪輯使用的是黃霑配樂，僅發行商龍祥影業的VHS授權版本有收錄，且片長比較完整，有獨家橋段：黃飛鴻和黃麒英決定要一起赴趙天霸的三笑樓之約過後黃飛鴻一個人在獨思的橋段，現有的版本這段已經被完全移除。

## 中國大陸上映版本的差異
當時上映，最大的差別是正片開始時打上中英文對照說明：「劇中歷史人物、事件，乃作演義式演繹，非正史所載。」已配胡偉立配樂，且片長較為完整，有許多獨家橋段，詳見參考資料視頻，僅中國大陸發行商俏佳人的DVD及台灣龍祥影業的VCD授權版本有收錄。
香港、海外版本無上述內容，並刪減許多橋段；台灣新生代即採此數位修復版發行DVD-Video。現由星空傳媒從橙天嘉禾取得黃飛鴻系列DVD & Blu-ray港台代理權，內容同數位修復版，因此在台灣市面上已無當初播映版本流通。

## 演員表

### 主演演員
| 演員   | 角色             | 粵語配音 | 備註                                                                                                   |
| 李連杰 | 黃飛鴻（黃師傅） | 黃志成   | |
| 關之琳 | 十三姨（少筠）   | 馮蔚衡   | |
| 莫少聰 | 梁 寬（鐵釘寬）  | 譚漢華   | 黃飛鴻徒弟                                                                                             |
| 劉 洵  | 黃麒英           | 源家祥   | 黃飛鴻之父                                                                                             |
| 熊欣欣 | 鬼腳七           | 謝君豪   | 原為趙天霸手下，後被黃飛鴻所救，成為其徒弟                                                             |
| 趙 箭  | 趙天霸           |          | 太平號油廠的廠主。好大喜功又愛好面子而且還在京城四處為非作歹，參加獅王爭霸大賽，最後遭黃飛鴻痛擊而敗。 |

### 合演演員
| 演員   | 角色   | 粵語配音 | 備註 |
| 葛存壯 | 李鴻章 | 劉丹     | 清末重臣                                                                                                 |
| 莊域飛 | 杜文奇 | 陳欣     | 俄國人，十三姨同學。是位中國通並策畫暗殺李鴻章的計畫，但在事跡敗露後遭到俄國方面暗殺並誣指他是日本的間諜 |
| 孟瑾   |        |          | |
| 黃德仁 |        |          | |

## 電影音樂
| 曲別   | 歌名           | 作詞 | 作曲 | 編曲   | 演唱者                                 |
| ------ | -------------- | ---- | ---- | ------ | -------------------------------------- |
| 主題曲 | 〈男兒當自強〉 | 黃霑 | 黃霑 | 雷頌德 | 譚錫禧、張偉文、雷有曜、雷有輝、王路明 |

- 主題曲混音：梁家麟

## 獎項
| 年份 | 頒獎典禮             | 獎項         | 名單           | 結果 |
| ---- | -------------------- | ------------ | -------------- | ---- |
| 1994 | 第13屆香港電影金像獎 | 最佳動作指導 | 元彬           | 提名 |
| 1994 | 第13屆香港電影金像獎 | 最佳剪接     | 麥子善、林安兒 | 提名 |
| 1994 | 第17届百花獎         | 最佳合拍片   |                | 獲獎 |

## 音樂原聲帶
1. [黄飞鸿III之狮王争霸]主题
2. 苍生
3. 赵天霸
4. 十三姨
5. 鬼脚七
6. 悲悯
7. 俄国军官
8. 鬼脚七和黄飞鸿
9. 含情脉脉
10. 阴谋
11. 快乐的钢琴－阴影
12. 忧国
13. 俄国军官2
14. 俄国人的失落
15. 俄国人过场
16. 乐观
17. 蓄势
18. 趣
19. 磨炼
20. 狮阵

## 外部連結
- 香港影庫上《黃飛鴻之三：獅王爭霸》的資料（繁體中文）
- 開眼電影網上《黃飛鴻之三：獅王爭霸》的資料（繁體中文）
- 豆瓣电影上《黃飛鴻之三：獅王爭霸》的資料 （简体中文）
- 时光网上《黃飛鴻之三：獅王爭霸》的資料（简体中文）
- AllMovie上《黃飛鴻之三：獅王爭霸》的资料（英文）
- 爛番茄上《黃飛鴻之三：獅王爭霸》的資料（英文）
- 互联网电影数据库（IMDb）上《黃飛鴻之三：獅王爭霸》的资料（英文）